# Santa Terezinha (Pernambuco)
Santa Terezinha is een gemeente in de Braziliaanse deelstaat Pernambuco. De gemeente telt 10.184 inwoners (schatting 2009).